# 小公主莎拉 (電視劇)
《小公主莎拉》，是一部於2009年10月17日起至2009年12月19日，由日本TBS電視台於逢星期六19:56 - 20:54（日本時間）播出的電視連續劇，由志田未來、林遣都、田邊誠一等主演。

## 故事
與原作動畫不同，本作的舞台是現代日本，而非英國。而且電視劇內容與原作及動畫差異也相當大。

## 登場人物及演員

### 主要人物
- 黑田莎拉 - 志田未来（幼少期：中山凛香）

主角。15歲→16歳。在印度成長的大小姐。小時候母親薫子過世，父親寶貝似的撫育著她。但是在進入米勒紐斯女學院後，父親突然過世。擁有龐大的財產瞬間化為烏有，而淪落為學院的女傭。
- 三浦海人 - 林遣都

18歲。米勒紐斯女學院的傭人，暗中喜歡莎拉。
- 亞蘭由起夫 - 田邊誠一（幼少期：相澤瑠星）

法語教師。
- 東海林雅美 - 岡本杏理

16歲。女學院的學生，莎拉最好的朋友。
- 水島馨 - 忽那汐里

16歲。女學院的學生。
- 武田真里亞 - 小島藤子

16歲。女學院的學生。本名「寬子」，但她本人討厭而改成「真里亞」。
- 黑田龍之介 - 谷中敦（東京スカパラダイスオーケストラ）

莎拉的父親。
- 黑田薰子 - 黑川智花

莎拉的母親。在故事一開始就已經過世。
- 小沼誠一郎 - 大和田伸也

米勒紐斯女學院的廚師。
- 小沼日出子 - 廣岡由里子

誠一郎的妻子。
- 三村笑美子 - 齊藤由貴

千惠子的妹妹。
- 三村千惠子 - 樋口可南子（少女期：溝口萬莉萌）

米勒紐斯女學院的院長。

### 聖米勒紐斯女學院學生
- 朝比奈真琴 - 高月彩良
- 川原比奈子 - 篠原愛實
- 熊谷綾 - 池田愛
- 小柳步 - 石橋菜津美
- 櫻井奈奈 - 岸井雪乃
- 清水尚美 - 菊里光
- 神宮璃音 - 指出瑞貴
- 中谷美鈴 - 西崎莉麻
- 新田春美 - 增山加彌乃

真里亞的其中一個跟班。
- 堀場玲 - 中村有沙
- 本莊杏子 - 朝丘真美

真里亞的其中一個跟班。
- 森川瑞希 - 增元裕子

在學生中身高最高的一個。
- 橫尾滿美子 - 麻生夏子
- 橫田惠 - MIO

與橫田茗是雙胞胎。
- 橫田茗- YAE

與橫田惠是雙胞胎。

### 其他
- 武田寬 - 不破萬作

真里亞的父親。
- 武田娟 - 松本純

真里亞的母親。
- 田所由香里 - 日向千步

海人的青梅竹馬是個高中生。
- 栗栖慶人 - 要潤

住在米勒紐斯女學院隔壁的房子裡。他在大學流浪之旅時在印度認識莎拉的父親・龍之介。
- 柏原 - 小泉博

栗栖家的管家。

### 客串演出
第5話
- 三浦良夫 - 半海一晃

海人的父親。體弱多病，不能工作。
- 三浦友子 - 荒木由美子

海人的母親。為不能工作的丈夫代為工作，一個人養育海人和隼人。對要回到學院的莎拉，送她蜂蜜煮的胡桃作為禮物。
- 三浦孝子 - 花原照子

海人的奶奶。勸海人回到故鄉來。
- 三浦隼人 - 貴島康成

海人的弟弟。被由香里打頭而「心情不好」的逃跑了。
第6話
- 鈴村隆 - 安田顯

路美的父親。
- 鈴村路美 - 春日香音

阿隆的女兒。
第7話
- 老闆娘 - 布施繪理
- 小男孩 - 鯨井未呼斗
- 小女孩 - 中島真理奈

第8話
- 東海林君枝 - 石野真子

雅美的養父。領養了年幼時雙親過世的雅美。
- 東海林忠男 - 緋田康人

雅美的養母。領養了年幼時雙親過世的雅美。
- 水島明 - 市川知宏

小馨的哥哥。大學生。
第9話
- 立石慎二 - 室剛

## 製作人員
- 原作：法蘭西絲·霍森·柏納特
- 劇本：岡田惠和
- 製作：磯山晶
- 音樂：村松崇繼
- 音樂製作：志田博英
- 導演：金子文紀、吉田秋生、中井芳彦
- 製作著作：TBS

## 主題曲
- UVERworld《哀しみはきっと》（gr8!records）

## 播放日期、副題、收視率
| 集數       | 副題       | 副題 | 播放日期   | 收視率 |
| 集數       | 日文       | 中文 | 播放日期   | 收視率 |
| ---------- | ---------- | --- | ---------- | ------ |
| 1          |            | 讓大家催淚的世界名作！ 超級大小姐變成傭人… 但並不氣餒。因為每個女孩子都是公主… 無論怎樣的逆境都以堅強正面的家族形式讓大家感動 | 2009/10/17 | 7.4%   |
| 2          |            | 學院一驕傲的學生傭人 | 2009/10/24 | 8.0%   |
| 3          |            | 公主的朋友只有老鼠 | 2009/10/31 | 7.8%   |
| 4          |            | 女主角是我啊！ | 2009/11/07 | 7.6%   |
| 5          |            | 只有兩人的修學旅行之夜 | 2009/11/14 | 6.0%   |
| 6          |            | 小惡魔般的天使出現了！ | 2009/11/21 | 8.4%   |
| 7          |            | 誰都不可以偷的寶物 | 2009/11/28 | 8.4%   |
| 8          |            | 魔法一樣的禮物 | 2009/12/05 | 7.0%   |
| 9          |            | 是誰救了她？ | 2009/12/12 | 9.8%   |
| 大結局     |            | 奇蹟的大反轉！ 美麗的報復開始                                                                                                 | 2009/12/19 | 10.9%  |
| 平均收視率 | 平均收視率 | 平均收視率 | 平均收視率 | 8.13%  |

## 外部連結
- TBS《小公女セイラ》 （页面存档备份，存于）（日語）
- 緯來日本台《莎拉公主》 （页面存档备份，存于）（繁體中文）
- 互联网电影数据库（IMDb）上《小公主莎拉》的资料（英文）

## 作品的變遷
| TBS 星期六晚8點時段連續劇                  | TBS 星期六晚8點時段連續劇                       | TBS 星期六晚8點時段連續劇 |
| ------------------------------------------ | ----------------------------------------------- | ------------------------- |
|                                            | 小公主莎拉 （2009年10月17日－2009年12月19日）   |                           |
| 烏龍派出所 （2009年8月1日－2009年9月26日） | BLOODY MONDAY2 （2010年1月23日－2010年3月20日） |                           |

| 臺灣 緯來日本台 一番偶像劇 週一至週五晚間十一點 | 臺灣 緯來日本台 一番偶像劇 週一至週五晚間十一點 | 臺灣 緯來日本台 一番偶像劇 週一至週五晚間十一點 |
| ----------------------------------------------- | ----------------------------------------------- | ----------------------------------------------- |
|                                                 | 莎拉公主 （2010.5.17 - 2010.5.31）              |                                                 |
| 仁醫 （2010.6.1 - 2010.5.14）                   | 單身女萬歲 （2010.6.1 - 2010.6.14）             |                                                 |
| 週一至週五 21:00至22:00 （雙時段撥出）          |                                                 |                                                 |
| 仁醫 （2010.4.30 - 2010.5.17）                  | 莎拉公主 （2010.5.18 - 2010.6.1）               | 單身女萬歲 （2010.6.2 - 2010.6.15）             |